# Salas d'Armanhac
Salas d'Armanhac (en francès Salles-d'Armagnac) és un municipi francès situat al departament del Gers i a la regió d'Occitània.

## Demografia
| 1962                                       | 1968 | 1975 | 1982 | 1990 | 1999 | 2006 |
| ------------------------------------------ | ---- | ---- | ---- | ---- | ---- | ---- |
| 149                                        | 114  | 116  | 101  | 111  | 104  | 108  |
| Des de 1962: població sense dobles comptes |      |      |      |      |      |      |

## Administració
| Període   | Identitat     | Partit |
| --------- | ------------- | ------ |
| 2001-2008 | Daniel Faget  |        |
| 2008-     | Benôit Hebert |        |